# Heteromyidae
Los heterómidos (Heteromyidae) son una familia de roedores castorimorfos. Se conocen vulgarmente como ratones de abazones, ratas y ratones canguro y ratones espinosos de abazones. Se encuentran desde el oeste de América del Norte hasta el norte de América del Sur. Se alimentan principalmente de semillas y materia vegetal, la cual pueden transportar en sus abazones.

## Taxonomía
Existen seis géneros agrupados en tres subfamilias:
- Subfamilia Dipodomyinae Gervais, 1853
  - Dipodomys Gray, 1841
  - Microdipodops Merriam, 1891
- Subfamilia Heteromyinae Gray, 1868
  - Heteromys Desmarest, 1817
  - Liomys Merriam, 1902
- Subfamilia Perognathinae Coues, 1875
  - Chaetodipus Merriam, 1889
  - Perognathus Wied-Neuwied, 1839